# Boisdale
Boisdale is een plaats in de Australische deelstaat Victoria en telt 603 inwoners (2006).